# Compaq portable 386
Compaq portable 386 (преносиви рачунар 386) је професионални рачунар, производ фирме Compaq који је почео да се израђује у Сједињеним Америчким Државама током 1987. године.
Користио је Intel 80386 као централни микропроцесор а RAM меморија рачунара преносиви рачунар 386 је имала капацитет од 2 MB до 10 MB. 
Као оперативни систем кориштен је MS-DOS 3.3.

## Детаљни подаци
Детаљнији подаци о рачунару преносиви рачунар 386 су дати у табели испод.
|                       |                                                                                |
| [ 1 ]                 |                                                                                |
| Произвођач            |                                                                                |
| Тип                   | професионални рачунар                                                          |
| Меморија              | 2 до 10 MB                                                                     |
| Поријекло             | Сједињене Америчке Државе                                                      |
| Година                | 1987                                                                           |
| Тастатура             | стил писаће машине, 92 тастера са 12 функцијских тастера и нумеричка тастатура |
| Процесор              |                                                                                |
| Фреквенција процесора | 20                                                                             |
| RAM                   | 2 до 10 MB                                                                     |
| ROM                   | 16 KB                                                                          |
| Текст                 | 40 или 80 стубова x 25 линија                                                  |
| Графика               | све до 640 x 480 пиксела - CGA (640x240) у DOS моду                            |
| Боја                  | једна боја, наранџаста                                                         |
| Звук                  | мали звучник                                                                   |
| Димензије             | 41 (ширина) x 19,2 (дубина) x 24,8 (висина) / 11                               |
| Портови               |                                                                                |
| Оперативни систем     |                                                                                |